# Romanas Brazdauskis
Romanas Brazdauskis (ur. 20 lutego 1964 w Kretyndze) – litewski koszykarz, medalista olimpijski.

## Kariera
Romanas Brazdauskis brał udział w Letnich Igrzyskach Olimpijskich 1992 w Barcelonie, gdzie wraz z reprezentacją Litwy w koszykówce wystąpił w meczach z reprezentacjami Austrii, Portoryko, Wenezueli, Chin, Brazylii i Stanów Zjednoczonych, ostatecznie zajmując 3. miejsce.

### Kluby
Źródło:
- 1981–1982:  Lietkabelis Poniewież
- 1982–1983:  Statyba Wilno
- 1983–1985:  ASK Ryga
- 1985–1987:  Statyba Wilno
- 1987–1990:  Žalgiris Kowno
- 1991–1992:  Vytis Adelaide
- 1993–1994:  Žalgiris Kowno
- 1996–1997:  BK Inter Bratysława
- 1997–1998:  Olimpas Płungiany
- 2000–2001:  Atletas Kowno
- 2009–2010:  Rosienie